# Tôn giáo Sumer

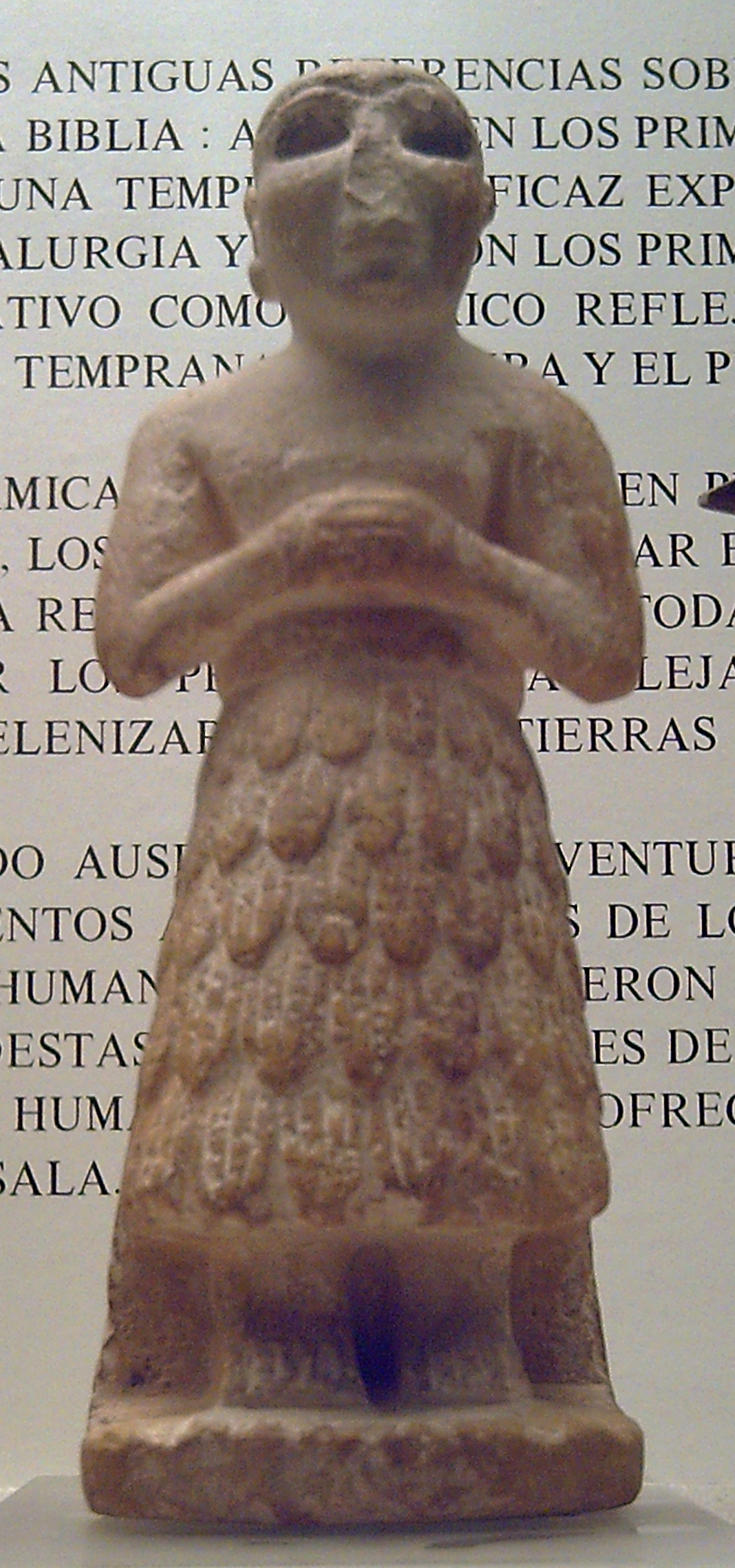
Tượng của một "người Sumer cầu nguyện", Gudea, Sơ kỳ Triều đại (k. 2500 TCN)

Tôn giáo Sumer là tôn giáo được thực hành và thờ phụng bởi người Sumer, nền văn minh đầu tiên có chữ viết ở Lưỡng Hà cổ đại. Người Sumer coi các vị thần của họ là người chịu trách nhiệm cho tất cả các vấn đề liên quan đến các trật tự tự nhiên và xã hội.:3–4
Trước khi xuất hiện vương quyền ở Sumer, các thành bang được cai trị một cách hiệu quả bởi các tu sĩ và chức sắc tôn giáo. Sau đó, vai trò này dần dần bị thay thế bởi các vị vua, nhưng các tu sĩ vẫn có ảnh hưởng lớn đến xã hội Sumer. Thời kỳ đầu, các ngôi đền Sumer là những công trình có cấu trúc một phòng đơn giản, thường được xây dựng trên nền đất cao. Đến thời kỳ cuối của nền văn minh Sumer, những ngôi đền này đã phát triển thành các ziggurat, cấu trúc cao dạng kim tự tháp với nơi thờ tự ở trên đỉnh.
Người Sumer tin rằng vũ trụ được sinh ra từ các thực thể khởi thủy. Đầu tiên, Nammu, vùng biển nguyên thủy, sinh ra An (trời) và Ki (đất). Hai người giao phối và sinh ra Enlil. Enlil tách trời ra khỏi đất và trị vì mặt đất. Con người được cho là tạo ra bởi Enki, con trai của An và Nammu. Thiên giới chỉ dành riêng cho các vị thần còn tất cả linh hồn của người phàm sau khi chết, bất kể hành vi của họ khi còn sống, được cho là đi xuống Kur, một hang động tối tăm, lạnh lẽo nằm sâu dưới lòng đất, được cai trị bởi nữ thần Ereshkigal và loại thức ăn duy nhất ở đó là bụi đất. Sau này, Ereshkigal được cho là cai trị cùng với chồng là thần chết Nergal.
Các vị thần chính trong hệ thống thần Sumer bao gồm: An, thần của thiên giới; Enlil, thần gió và bão; Enki, thần nước và văn hóa nhân loại, Ninhursag, nữ thần đất và sinh sản, Utu, thần của mặt trời và công lý, và cha của ông Nanna, thần mặt trăng. Kể từ thời Akkad trở về sau, Inanna, nữ thần tình dục, sắc đẹp và chiến tranh, được tôn sùng rộng rãi trên khắp Sumer và xuất hiện trong nhiều huyền thoại, bao gồm cả truyền thuyết nổi tiếng về việc bà đi xuống Địa ngục.
Tôn giáo Sumer có ảnh hưởng lớn đến niềm tin tôn giáo của các dân tộc Lưỡng Hà sau này; nhiều yếu tố của nó được lưu giữ trong các thần thoại và tôn giáo của người Hurri, người Akkad, người Babylon, người Assyria và các nhóm văn hóa Trung Đông khác. Nhiều học giả đã nhận thấy nhiều điểm tương đồng giữa những câu chuyện của người Sumer cổ đại và những ghi chép sau này trong phần đầu của Kinh thánh tiếng Do Thái.

## Thờ phụng

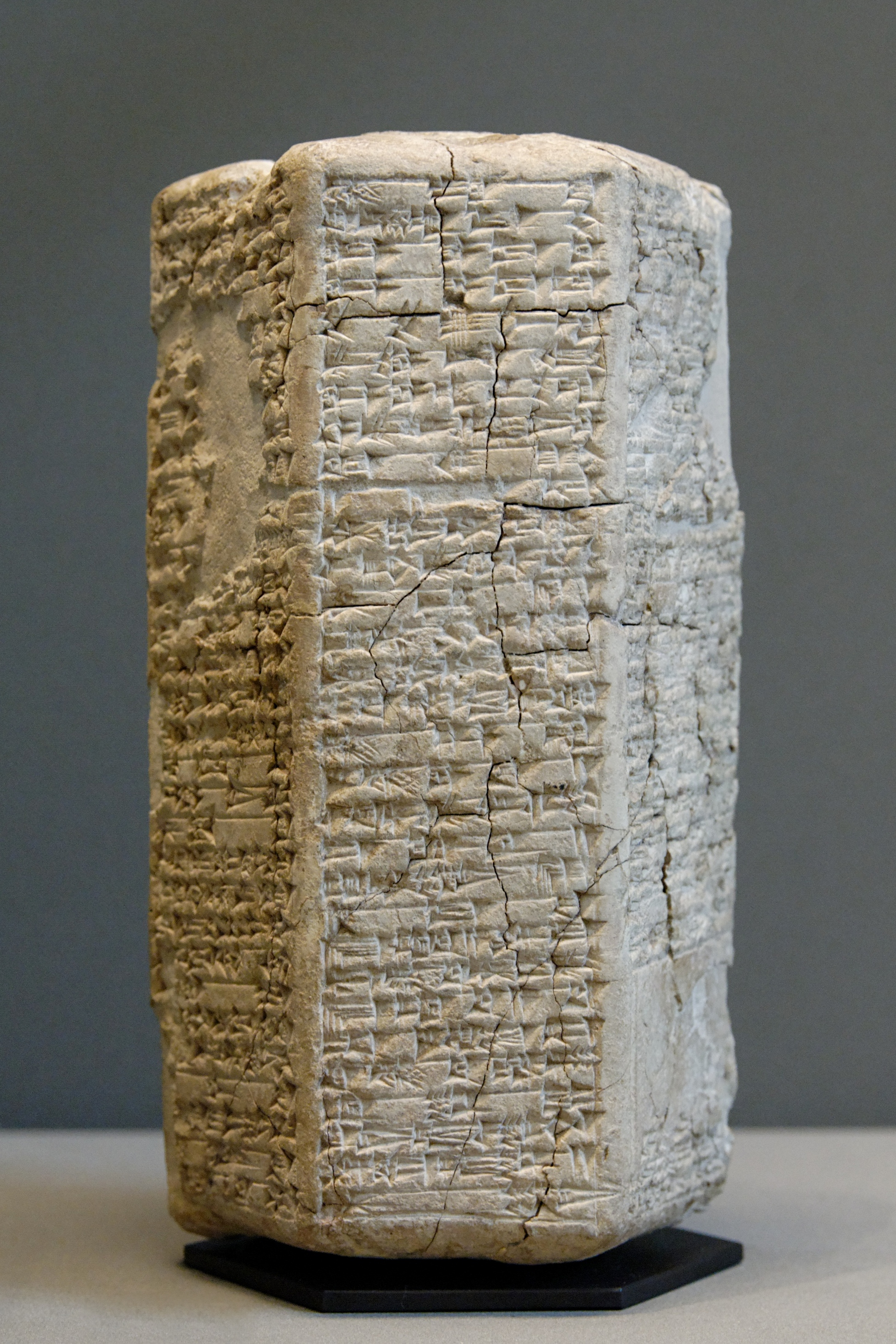
Bài thánh ca chữ hình nêm từ thế kỷ 19 TCN; dâng lên Lugal Iddin-Dagan của Larsa

### Chữ viết
Thần thoại Sumer được truyền miêng qua nhiều thế hệ cho đến khi phát minh ra chữ viết. Truyền thuyết đầu tiên trên thế giới được phát hiện cho đến nay, Sử thi Gilgamesh, là thần thoại Sumer được ghi chép trên các phiến đất sét). Ban đầu, chữ hình nêm Sumer được sử dụng chủ yếu như một công cụ lưu giữ hồ sơ; mãi đến cuối sơ kỳ triều đại, các tác phẩm văn học tôn giáo mới trở nên thịnh hành, như những bài thánh ca trong đền thờ hay như một dạng "bùa chú" được gọi là nam-šub (tiền tố + "niệm chú"). Chúng thường được khắc bằng dùi nhọn trên các phiến đá hoặc đất sét.

### Kiến trúc

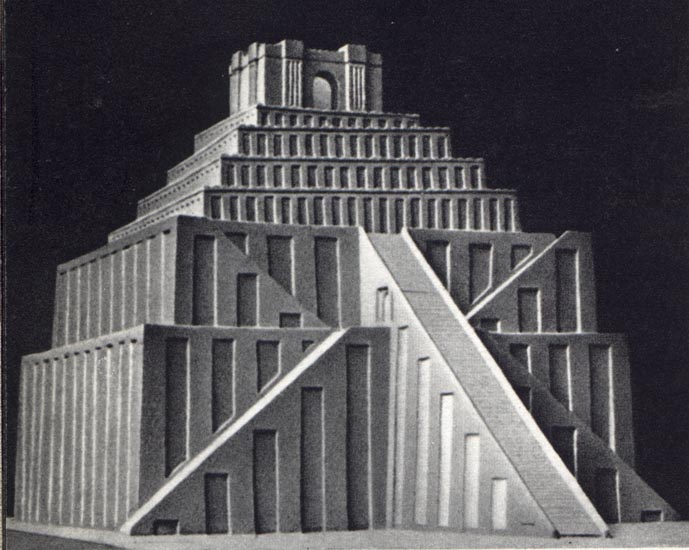
Đề xuất mô phỏng cấu trúc ziggurat

Ở các thành bang Sumer, các quần thể đền thờ ban đầu là những cấu trúc một phòng nhỏ và cao. Trong thời kỳ đầu triều đại, các ngôi đền phát triển thành dạng bậc thang và chia làm nhiều phòng. Đến giai đoạn cuối nền văn minh Sumer, ziggurat trở thành cấu trúc đền thờ phổ biến tại các trung tâm tôn giáo Lưỡng Hà. Các đền thờ đóng vai trò là trụ sở văn hóa, tôn giáo và chính trị cho đến khoảng năm 2500 trước Công nguyên, với sự trỗi dậy của các vị vua tướng lĩnh được gọi là Lu-gal ("ông"-"lớn"). Sau đó, các lãnh tụ chính trị và quân sự chuyển sang cư trú ở khu phức hợp "cung điện" riêng biệt.

### Tăng lữ

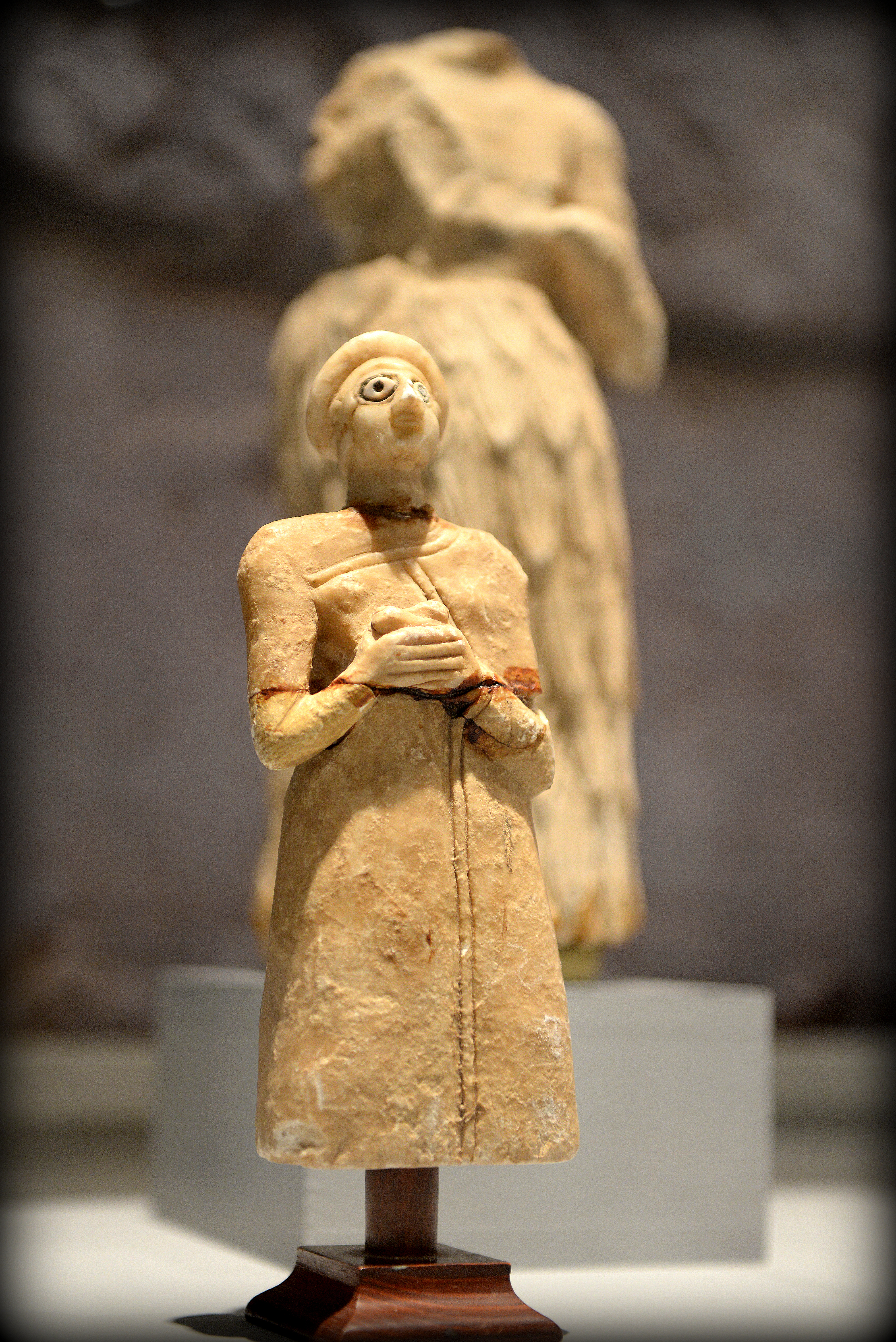
Tượng của một tín đồ Sumer từ thời kỳ đầu triều đại, k. 2800-2300 TCN

Cho đến trước khi lugal xuất hiện, các thành bang Sumer được trị vì bởi một chính quyền thần quyền, với quyền lực nằm trong tay của nhiều En hoặc Ensí, những tư tế cấp cao thờ phụng vị thần của thành phố. (Nữ tư tế tương đương được gọi là Nin) Các tư tế chịu trách nhiệm duy trì truyền thống văn hóa và tôn giáo của thành bang, và được xem như là trung gian giữa con người với các lực lượng vũ trụ và trên mặt đất. Tư tế cư trú toàn thời gian trong các khu đền thờ, và quản lý các vấn đề của nhà nước bao gồm các quy trình tưới tiêu lớn cần thiết cho sự sống còn của nền văn minh.

### Nghi lễ
Trong triều đại thứ ba của Ur, thành bang Lagash của Sumer được cho là đã có sáu mươi hai "tư tế than khóc", được hỗ trợ bởi 180 giọng ca và nhạc công.

## Vũ trụ Sumer
Người Sumer hình dung vũ trụ là một mái vòm khép kín được bao quanh bởi một vùng biển nước mặn nguyên thủy. Mái vòm úp lên trên mặt đất. Bên dưới mặt đất là địa phủ và vùng biển nước ngọt gọi là Apsû. Vị thần của vòm trời là An; vị thần của mặt đất là Ki. Ban đầu thế giới dưới lòng đất được cho là một phần mở rộng của nữ thần Ki, nhưng sau này đã dần phát triển khái niệm về Địa phủ Kur. Biển nước mặn nguyên thủy được đặt tên là Nammu, đến thời phục hưng hưng Sumer trở đi thì được biết đến như là Tiamat.

### Truyền thuyết sáng thế
Nguồn thông tin chính về huyền thoại sáng tạo Sumer là từ phần mở đầu của sử thi Gilgamesh, Enkidu, và Cõi âm,:30–33 có một đoạn mô tả ngắn gọn quá trình sáng tạo: ban đầu, chỉ có Nammu, biển nguyên sinh.:37–40 Sau đó, Nammu đã sinh ra An là trời và Ki là đất.:37–40 An và Ki giao phối với nhau, sinh ra Enlil, thần gió, mưa và bão.:37–40 Enlil tách An khỏi Ki và trị vì mặt đất, còn An trị vì bầu trời.:37–41

### Thiên giới
Người Mesopotami cổ đại coi bầu trời là nhiều lớp mái vòm (thường là ba, nhưng đôi khi là bảy) bao phủ lên một trái đất phẳng.:180 Mỗi mái vòm được làm từ một loại đá quý khác nhau.:203 Mái vòm thấp nhất của trời được làm bằng jasper và là nhà của các vì sao. Mái vòm giữa của thiên đường được làm bằng đá saggilmut và là nơi ở của các vị thần thiên giới. Mái vòm cao nhất và ngoài cùng của thiên đàng được làm bằng đá luludānītu và được nhân cách hóa thành An, vị thần của bầu trời. Các thiên thể cũng được đồng hóa với các vị thần cụ thể.:203 Sao Kim là Inanna, nữ thần tình yêu, tình dục và chiến tranh.:203:108–109 Mặt trời là anh trai bà, Utu, thần công lý,:203 và mặt trăng là cha của họ Nanna.:203 Người phàm trần không thể lên thiên giới, linh hồn của họ sau khi chết sẽ xuống Kur (sau này gọi là Irkalla), một thế giới ngầm đen tối, nằm sâu bên dưới mặt đất.

### Kiếp sau

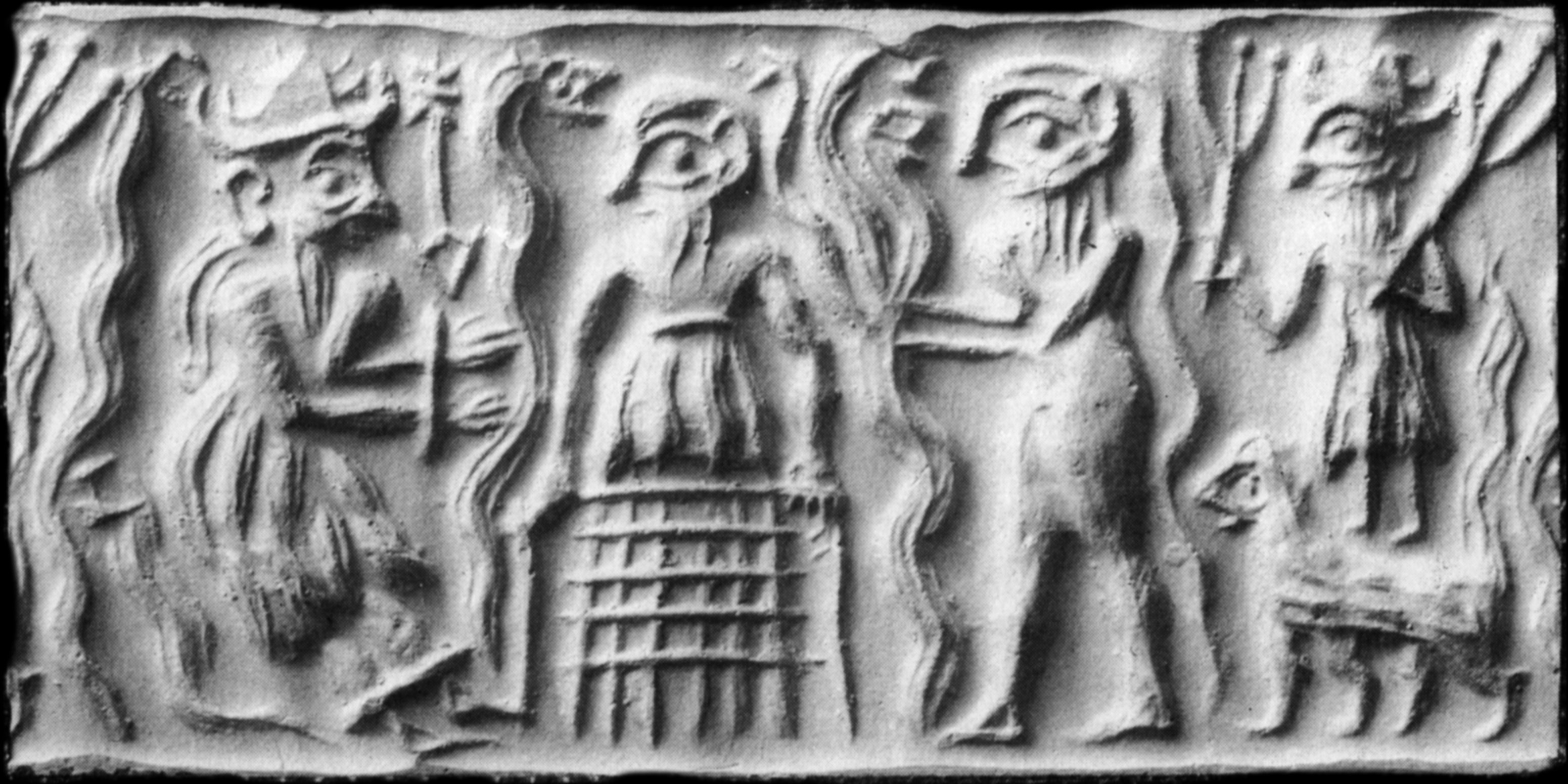
Ấn con dấu hình trụ của người Sumer cổ đại cho thấy vị thần Dumuzid bị tra tấn trong Địa ngục bởi những con quỷ galla

Thế giới bên kia của người Sumer là một hang động tối tăm, buồn tẻ nằm sâu dưới lòng đất, nơi người dân được cho là tiếp tục "một phiên bản bóng tối của cuộc sống trên trái đất". Chốn ảm đạm này được gọi là Kur,:114 và được cho là do nữ thần Ereshkigal cai trị.:184 Tất cả các linh hồn đều phải đi tới thế giới bên kia, bất chấp mọi hành vi của họ khi con sống.
Các linh hồn trong Kur được cho là không ăn gì ngoài bụi bặm:58 và các thành viên gia đình của người chết sẽ thực hiện nghi lễ đổ rượu vào mộ người chết thông qua một ống đất sét để họ có thể uống.:58 Tuy nhiên, có một số bằng chứng về các nghi lễ đám tang chỉ ra rằng nhiều người tin rằng nữ thần Inanna, em gái của Ereshkigal, có quyền ban tặng cho những người sùng bái bà những ân huệ đặc biệt ở thế giới bên kia. Trong triều đại thứ ba của Ur, người ta tin rằng người ở thế giới bên kia bị đối xử như thế nào phụ thuộc vào cách người đó được chôn cất;:58 người được chôn cất xa hoa sẽ được đối xử tốt,:58 nhưng những người được chôn cất qua loa sẽ bị đối xử kém.:58
Lối vào Kur được cho là nằm ở vùng núi Zagros ở viễn đông.:114 Nó có bảy cánh cổng, do thần Neti canh gác.:184:86 Sukkal (sứ giả) của Ereshkigal là Namtar.:184:134 Galla là một loài quỷ sống dưới địa phủ;:85 có nhiệm vụ đi kéo linh hồn của những kẻ không may xuống Kur.:85 Chúng thường được nhắc đến trong các văn bản pháp thuật,:85–86 và một số văn bản nói rằng chúng có bảy con.:85–86 Người Lưỡng Hà sau này gọi địa phủ bằng tiếng Đông Semit là Irkalla. Trong thời kỳ Akkad, vai trò là người cai trị địa phủ của Ereshkigal được giao cho Nergal, thần chết.:184 Người Akkad cố gắng trung hòa sự đồng trị vì này bằng cách cho Nergal làm chồng của Ereshkigal.

## Hệ thống thần linh

### Phát triển
Nhiều nhà nghiên cứu cho rằng nền văn minh Sumer bắt đầu tại thời điểm giữa k. 4500 và 4000 trước Công nguyên, nhưng những ghi chép lịch sử sớm nhất chỉ có từ khoảng 2900 trước Công nguyên. Người Sumer ban đầu thực hành một tôn giáo đa thần, với các vị thần được nhân hóa đại diện cho các lực lượng vũ trụ và mặt đất trong thế giới của họ.:178–179 Các tác phẩm văn học Sumer đầu tiên từ thiên niên kỷ thứ ba trước Công nguyên xác định bốn vị thần chính: An, Enlil, Ninhursag và Enki. Những vị thần ban đầu được cho là có đôi khi cư xử tinh quái với nhau, nhưng thường được xem là cùng nhau hợp tác để vận hành trật tự sáng tạo.
Vào giữa thiên niên kỷ thứ ba trước Công nguyên, xã hội Sumer ngày càng đô thị hóa.:178–179 Do đó, các vị thần Sumer bắt đầu mất đi mối liên hệ ban đầu với thiên nhiên và trở thành vị thần bảo trợ của các thành bang khác nhau.:179 Mỗi thành bang Sumer có vị thần bảo trợ cụ thể của riêng mình,:179 là người bảo vệ thành phố và bảo vệ lợi ích của chính họ.:179 Nhiều danh sách có tên một số lượng lớn các vị thần Sumer đã được tìm thấy. Thứ tự về mức độ quan trọng của họ và mối quan hệ giữa các vị thần đã được nghiên cứu thông qua các phiến đất sét chữ hình nêm.
Vào cuối những năm 2000 trước Công nguyên, người Sumer đã bị người Akkad chinh phục. :179 Người Akkad đã đồng hóa các vị thần của riêng họ với các vị thần Sumer,:179 khiến tôn giáo Sumer dần mang màu sắc Semitic.:179 Các nam thần bắt đầu thống trị:179 và các vị thần hoàn toàn mất đi mối liên hệ ban đầu với các hiện tượng tự nhiên.:179–180 Mọi người bắt đầu coi các vị thần cũng sống trong một xã hội phong kiến với phân tầng giai cấp.:179–181 Các vị thần quyền lực như Enki và Inanna dần được coi là nhận được sức mạnh thông qua vị thần chính là Enlil.:179–180

### Các vị thần lớn

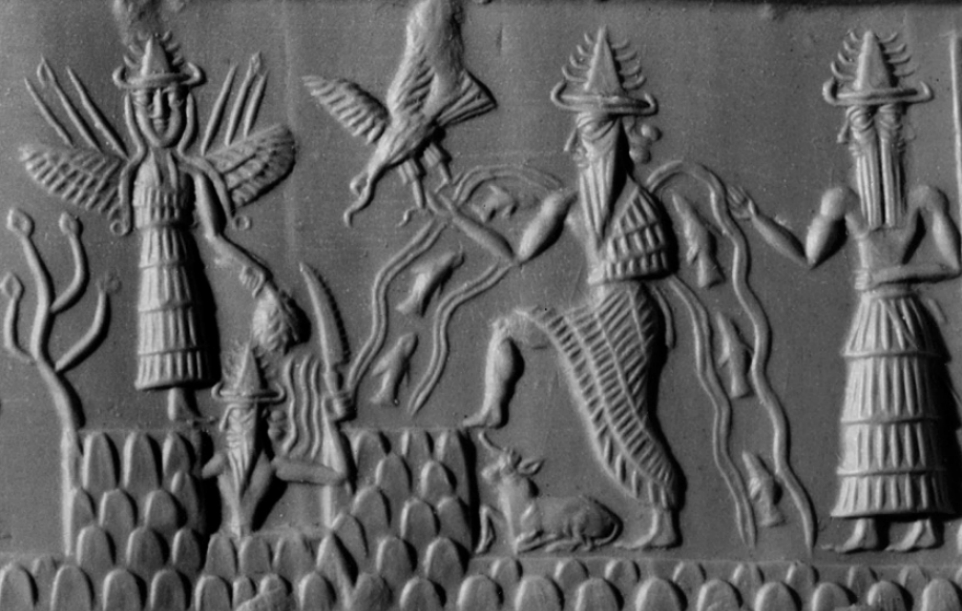
Con dấu hình trụ Akkadian từ k. 2300 TCN mô tả các vị thần Inanna, Utu, Enki và Isimud

Phần lớn các vị thần Sumer được gọi là Anunna ([hậu duệ] của An), còn bảy vị thần lớn, bao gồm cả Enlil và Inanna, là những người có tư cách "phán quan Địa phủ" được gọi là Anunnaki ([hậu duệ] của An + Ki). Trong triều đại thứ ba của Ur, hệ thống thần linh Sumer được cho là bao gồm sáu mươi lần sáu mươi (3600) vị thần.:182
Enlil là vị thần của không khí, gió và bão,:108 cũng là vị thần chính của Sumer:108:115–121 và thần bảo trợ của thành phố Nippur.:58 :231–234 Người phối ngẫu chính của ông là Ninlil, nữ thần của gió nam,:106, một trong những vị thần đầu tiên của Nippur và được cho là cư ngụ trong cùng một ngôi đền với Enlil. Ninurta là con trai của Enlil và Ninlil, là thần chiến tranh, nông nghiệp và là một trong những vị thần gió của người Sumer. Ông là vị thần bảo trợ của Girsu và là một trong những vị thần bảo trợ của Lagash.
Enki là thần nước ngọt, khả năng sinh sản của nam giới và kiến thức.:75 Trung tâm thờ phụng chính của ông là ngôi đền E-abzu ở thành Eridu.:75 Ông là người bảo trợ và người tạo ra loài người:75 và là người bảo trợ cho văn hóa nhân loại.:75 Người phối ngẫu chính của ông là Ninhursag, nữ thần đất của người Sumer.:140 Ninhursag được thờ phụng ở các thành phố Kesh và Adab.:140

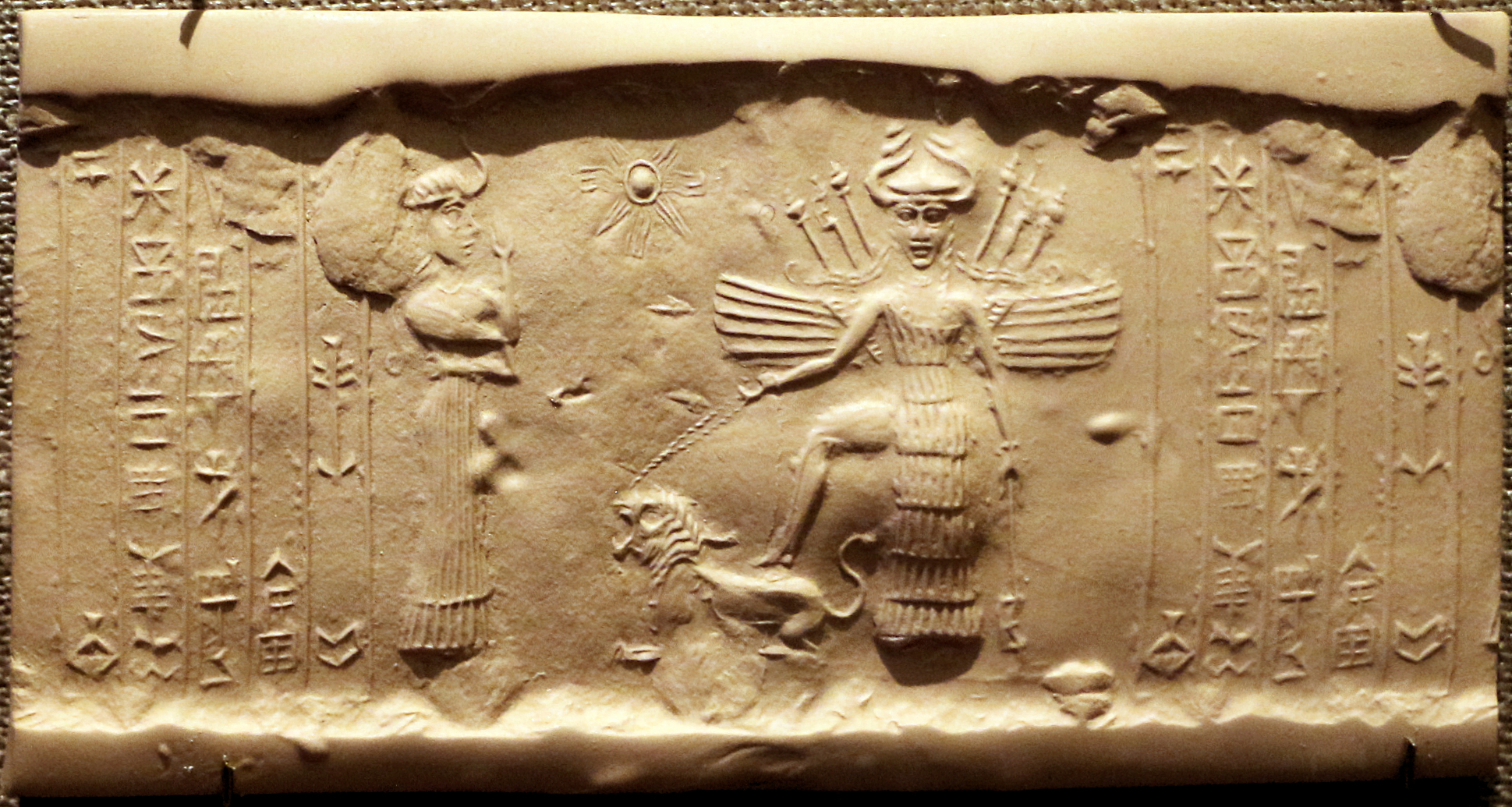
Con dấu hình trụ Akkad cổ đại mô tả Inanna dẫm lên lưng sư tử, còn Ninshubur đứng bên cạnh phục vụ, k. 2334-2154 TCN.

Inanna là nữ thần tình yêu, tình dục, mại dâm và chiến tranh của người Sumer.:109 Bà là nhân cách hóa thần thánh của Sao Kim, đồng thời là Sao Hôm và Sao Mai.:108–109 Trung tâm thờ phụng chính của bà là đền Eanna ở Uruk, nơi ban đầu thờ phụng An. Có nhiều truyền thuyết khác nhau về cha mẹ của bà;:108 phần lớn bà được cho là con gái của Nanna và Ningal,:ix-xi, xvi nhưng, trong một số câu chuyện khác, bà là con gái của Enki hoặc An cùng với một người mẹ vô danh.:108 Người Sumer có nhiều huyền thoại về bà hơn bất kỳ vị thần nào khác.:101:xiii, xv Các huyền thoại liên quan đến bà xoay quanh những lần bà đi chinh phục và chiếm lĩnh lãnh địa của các vị thần khác.
Utu là thần mặt trời, có trung tâm thờ phụng chính là ngôi đền E-babbar ở Sippar. Utu chủ yếu được coi là vị thần ban phát công lý; :184 ông được tin là sẽ bảo vệ người công chính và trừng phạt kẻ ác.:184 Nanna là thần mặt trăng và trí tuệ. Ông là cha của Utu và là một trong những vị thần bảo trợ của Ur. Ông cũng có thể là cha của Inanna và Ereshkigal. Ningal là vợ của Nanna, và có thể là mẹ của Utu, Inanna và Ereshkigal.
Ereshkigal là nữ thần của thế giới ngầm Sumer, được biết đến với cái tên Kur.:184 Bà là chị gái của Inanna. Trong các huyền thoại sau này, chồng bà là thần chết Nergal.:184 Người gác cổng của địa phủ là thần Neti.:184
Nammu là vùng biển nguyên thủy (Engur), sinh ra An (trời) và Ki (đất) cùng với các vị thần đầu tiên; sau này vai trò của bà được thay thế bởi nữ thần Tiamat trong thần thoại sáng thế Babylon Enuma Elish. An là vị thần Sumer cổ đại của thiên giới. Ông là tổ tiên của tất cả các vị thần lớn khác và là vị thần bảo trợ ban đầu của Uruk.

## Di sản

### Người Akkad

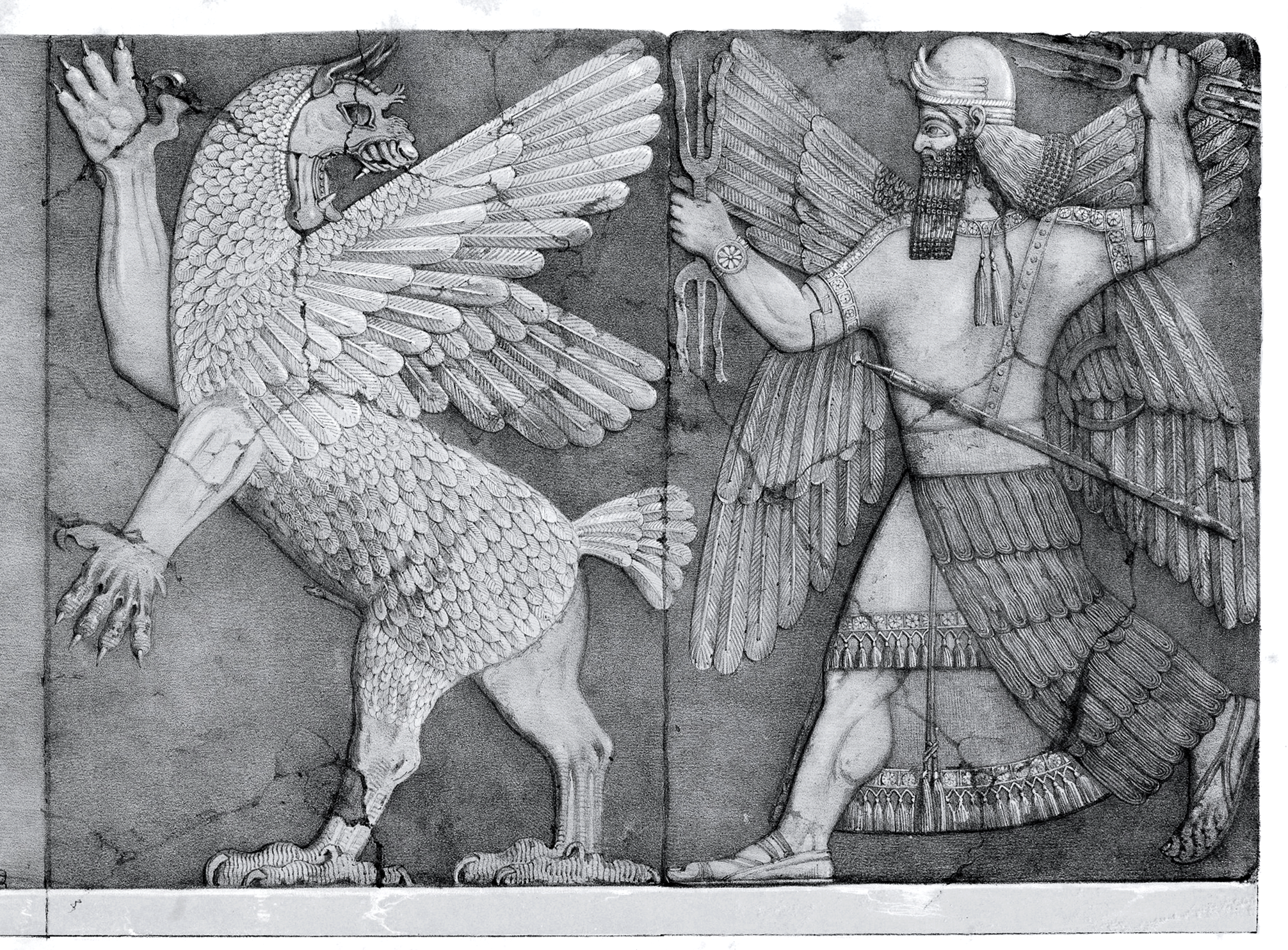
Bức phù điêu bằng đá của người Assyria từ đền thờ Ninurta tại Kalhu, cho thấy một vị thần cầmi những tia sét truy đuổi Anzû, kẻ đã đánh cắp Phiến đá Định mệnh từ Thánh địa của Enlil (Austen Henry Layard Monument of Nineveh, Seri 2, 1853)

Người Sumer đã có một quá trình trao đổi ngôn ngữ và văn hóa qua lại với dân tộc Semit Akkad ở miền bắc Lưỡng Hà trong nhiều thế hệ trước khi Sargon của Akkad xâm lược lãnh thổ của họ vào năm 2340 trước Công nguyên. Thần thoại và thực hành tôn giáo của người Sumer đã nhanh chóng được dung hợp vào văn hóa Akkad. Nhiều vị thần Sumer đã phát triển thành các phiên bản Akkad tương đương. Một số thì vẫn gần như giữ nguyên cho đến thời kỳ Babylon và Assyria. Ví dụ, vị thần Sumer An đã trở thành Anu của Akkad; Enki trở thành Ea. Các vị thần Ninurta và Enlil giữ nguyên tên gốc Sumer của họ.  

### Người Babylon
Dân tộc Amorite của Babylon đã giành quyền thống trị ở miền nam Mesopotamia vào giữa thế kỷ 17 trước Công nguyên. Trong thời kỳ Cựu Babylon, ngôn ngữ Sumer và Akkad được giữ gìn cho mục đích tôn giáo; phần lớn các tài liệu thần thoại Sumer được các nhà sử học biết đến ngày nay xuất phát từ Thời kỳ Cựu Babylon, dưới dạng các văn bản Sumer được phiên âm (đáng chú ý nhất là phiên bản Babylon của Sử thi Gilgamesh) hoặc dưới dạng văn học thần thoại Babylon ảnh hưởng bởi Sumer và Akkad (đáng chú ý nhất là Enûma Eliš). Hệ thống thần linh Sumer-Akkad đã bị thay thế, đáng chú ý nhất là với sự xuất hiện của một vị thần tối cao mới, Marduk. Nữ thần Sumer Inanna cũng đã được đồng hóa thành phiên bản tương đương Ishtar trong Thời kỳ Babylon cổ đại.

### Người Hurri
Người Hurri đã đưa vị thần Akkad Anu vào hệ thống thần linh của mình vào khoảng năm 1200 trước Công nguyên. Các vị thần Sumer và Akkad khác dung hợp với hệ thống thần Hurri bao gồm Ayas, tương đương với Ea; Shaushka, tương đương với Ishtar; và nữ thần Ninlil.

### Tương đồng trong các tôn giáo khác
Một số câu chuyện được ghi lại trong các phần cũ của Kinh thánh tiếng Do Thái có những điểm tương đồng mạnh mẽ với những câu chuyện trong thần thoại Sumer. Ví dụ, câu chuyện Nô-ê và trận đại hồng thủy tương tự như huyền thoại người sống sót của Sumer.:97–101 Địa phủ Do Thái Sheol rất giống với mô tả của người Sumer về Kur, được cai trị bởi nữ thần Ereshkigal, cũng như địa phủ của người Babylon Irkalla. Học giả Sumer Samuel Noah Kramer cũng đã lưu ý những điểm tương đồng giữa nhiều "tục ngữ" của người Sumer và Akkad và những câu tục ngữ tiếng Do Thái sau này, nhiều trong số đó được viết trong Sách Châm ngôn.:133–135

## Dẫn nguồn
1. ↑  Kramer, Samuel Noah (1963). The Sumerians: Their History, Culture, and Character. The Univ. of Chicago Press. ISBN 0-226-45238-7.
2. 1 2  "Sumerian Literature". Electronic Text Corpus of Sumerian Literature. Truy cập ngày 22 tháng 6 năm 2009.
3. 1 2  "The Sumerian Lexicon" (PDF). John A. Halloran. Truy cập ngày 23 tháng 6 năm 2009.
4. ↑  "Inside a Sumerian Temple". The Neal A. Maxwell Institute for Religious Scholarship at Brigham Young University. Bản gốc lưu trữ ngày 7 tháng 11 năm 2009. Truy cập ngày 22 tháng 6 năm 2009.
5. ↑  "The Firmament and the Water Above" (PDF). Westminster Theological Journal 53 (1991), 232-233. Bản gốc (PDF) lưu trữ ngày 5 tháng 3 năm 2009. Truy cập ngày 20 tháng 2 năm 2010.
6. 1 2 3 4 5 6 7  Sumerian Mythology: A Study of Spiritual and Literary Achievement in the Third Millennium B.C.: Revised Edition, ISBN 0-8122-1047-6
7. 1 2 3 4 5 6 7 8 9 10 11 12 13 14 15 16 17 18 19 20 21 22 23 24 25 26 27 28  Nemet-Nejat, Karen Rhea (1998), Daily Life in Ancient Mesopotamia, Daily Life, Greenwood, ISBN 978-0313294976
8. 1 2 3  Lambert, W. G. (2016). George, A. R.; Oshima, T. M. (biên tập). Ancient Mesopotamian Religion and Mythology: Selected Essays. Orientalische Religionen in der Antike. Quyển 15. Tuebingen, Germany: Mohr Siebeck. tr. 118. ISBN 978-3-16-153674-8.
9. ↑  Stephens, Kathryn (2013), "An/Anu (god): Mesopotamian sky-god, one of the supreme deities; known as An in Sumerian and Anu in Akkadian", Ancient Mesopotamian Gods and Goddesses, University of Pennsylvania Museum
10. 1 2 3 4 5 6 7 8 9 10 11 12 13 14 15 16 17 18 19 20 21 22 23 24 25  Black, Jeremy; Green, Anthony (1992), Gods, Demons and Symbols of Ancient Mesopotamia: An Illustrated Dictionary, The British Museum Press, ISBN 0-7141-1705-6
11. 1 2  Wright, J. Edward (2000). The Early History of Heaven. Oxford, England: Oxford University Press. tr. 29. ISBN 0-19-513009-X.
12. 1 2 3 4 5 6 7  Choksi, M. (2014), "Ancient Mesopotamian Beliefs in the Afterlife", Ancient History Encyclopedia, ancient.eu
13. ↑  Barret, C. E. (2007). "Was dust their food and clay their bread?: Grave goods, the Mesopotamian afterlife, and the liminal role of Inana/Ištar". Journal of Ancient Near Eastern Religions. Quyển 7 số 1. Leiden, The Netherlands: Brill. tr. 7–65. doi:10.1163/156921207781375123. ISSN 1569-2116.
14. ↑  Bertman, Stephen (2003). Handbook to life in ancient Mesopotamia. Facts on File. tr. 143. ISBN 978-0-8160-4346-0.
15. ↑  The Sources of the Old Testament: A Guide to the Religious Thought of the Old Testament in Context. Continuum International Publishing Group. ngày 18 tháng 5 năm 2004. tr. 29–. ISBN 978-0-567-08463-7. Truy cập ngày 7 tháng 5 năm 2013.
16. ↑  God in Translation: Deities in Cross-cultural Discourse in the Biblical World. Wm. B. Eerdmans Publishing. 2010. tr. 42–. ISBN 978-0-8028-6433-8. Truy cập ngày 7 tháng 5 năm 2013.
17. 1 2  Coleman, J. A.; Davidson, George (2015), The Dictionary of Mythology: An A-Z of Themes, Legends, and Heroes, London, England: Arcturus Publishing Limited, tr. 108, ISBN 978-1-78404-478-7
18. ↑  Kramer, Samuel Noah (1983), "The Sumerian Deluge Myth: Reviewed and Revised", Anatolian Studies, 33, British Institute at Ankara, doi:10.2307/3642699, JSTOR 3642699
19. ↑  Schneider, Tammi J. (2011), An Introduction to Ancient Mesopotamian Religion, Grand Rapids, Michigan: William B. Eerdman's Publishing Company, ISBN 978-0-8028-2959-7
20. ↑  Hallo, William W. (1996), "Review: Enki and the Theology of Eridu", Journal of the American Oriental Society, quyển 116
21. ↑  Black, Jeremy A.; Cunningham, Graham; Robson, Eleanor (2006), The Literature of Ancient Sumer, Oxford University Press, ISBN 978-0-19-929633-0
22. ↑  "An adab to Ninlil (Ninlil A)". Electronic Text Corpus of Sumerian Literature. Truy cập ngày 20 tháng 2 năm 2010.
23. 1 2 3  Wolkstein, Diane; Kramer, Samuel Noah (1983), Inanna: Queen of Heaven and Earth: Her Stories and Hymns from Sumer, New York City, New York: Harper&Row Publishers, ISBN 0-06-090854-8
24. ↑  Harris, Rivkah (tháng 2 năm 1991). Inanna-Ishtar as Paradox and a Coincidence of Opposites. Quyển 30. tr. 261–278. doi:10.1086/463228. JSTOR 1062957. {{Chú thích sách}}: Đã bỏ qua |work= (trợ giúp)
25. ↑  Vanstiphout, H. L. (1984). "Inanna/Ishtar as a Figure of Controversy". Struggles of Gods: Papers of the Groningen Work Group for the Study of the History of Religions. Quyển 31. Berlin: Mouton Publishers. tr. 225–228. ISBN 90-279-3460-6.
26. ↑  "A hymn to Utu (Utu B)". Electronic Text Corpus of Sumerian Literature. Truy cập ngày 20 tháng 2 năm 2010.
27. ↑  "A balbale to Suen (Nanna A)". Electronic Text Corpus of Sumerian Literature. Truy cập ngày 20 tháng 2 năm 2010.
28. ↑  "A balbale to Nanna (Nanna B)". Electronic Text Corpus of Sumerian Literature. Truy cập ngày 20 tháng 2 năm 2010.
29. ↑  "Inana's descent to the nether world". The Electronic Text Corpus of Sumerian Literature. Oxford University. Truy cập ngày 17 tháng 6 năm 2017.
30. ↑  Brisch, Nicole. "Anunna (Anunnaku, Anunnaki) (a group of gods)". Ancient Mesopotamian Gods and Goddesses. University of Pennsylvania Museum. Bản gốc lưu trữ ngày 3 tháng 9 năm 2019. Truy cập ngày 17 tháng 6 năm 2017.
31. ↑  "Mesopotamia: the Sumerians". Washington State University. Bản gốc lưu trữ ngày 18 tháng 7 năm 2009. Truy cập ngày 22 tháng 6 năm 2009.
32. ↑  "Hurrian Mythology REF 1.2". Christopher B. Siren. Truy cập ngày 23 tháng 6 năm 2009.
33. ↑  Kramer, Samuel Noah (1972). Sumerian Mythology: A Study of Spiritual and Literary Achievement in the Third Millennium B.C. . Philadelphia: University of Pennsylvania Press. ISBN 0812210476.
34. ↑  Kramer, Samuel Noah (1956). From the Tablets of Sumer. The Falcon's Wing Press. ASIN B000S97EZ2.